# Фанта

Фа́нта (нім. Fanta) — марка безалкогольних газованих прохолодних напоїв, які виробляє компанія The Coca-Cola Company. Нині у всьому світі робиться близько 70 різних видів напою, але майже завжди це регіональні марки.

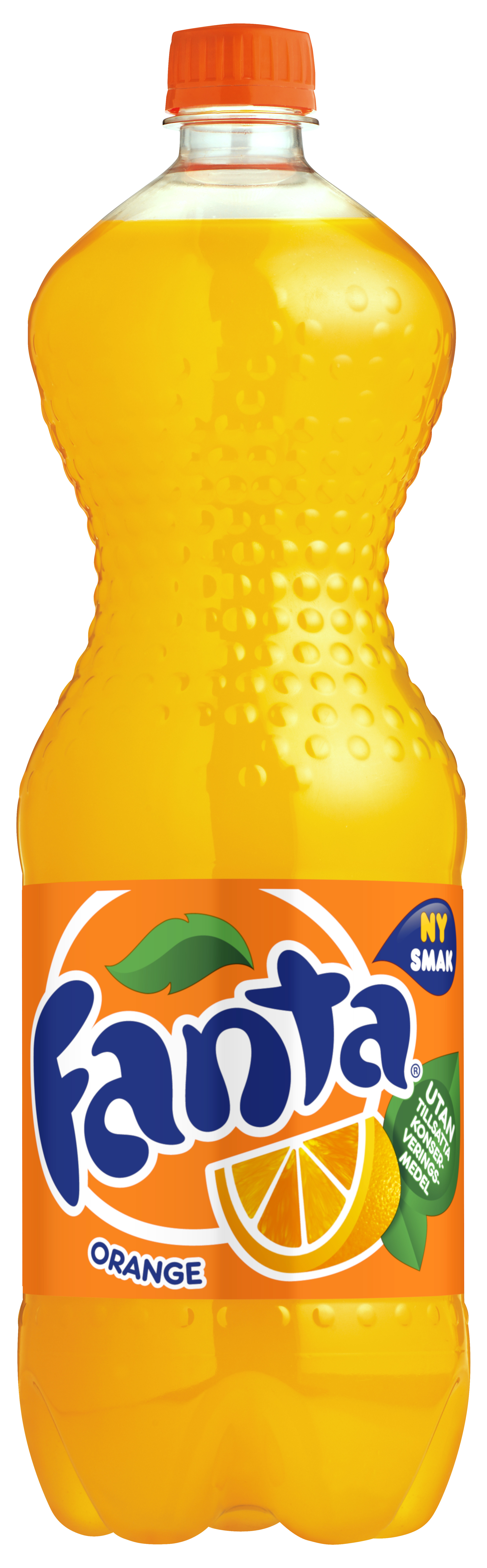
Фанта

Фанта була створена німецьким підрозділом «Кока-коли» під час Другої світової війни. Німецький підрозділ компанії через війну не мав можливості отримувати концентрат «Кока-коли», і йому було необхідно чимось завантажити виробництво. Основними компонентами нового напою стала яблучна макуха (відходи виробництва сидру) і молочна сироватка (побічний продукт сироварного виробництва). Напій, що вийшов, був жовтого кольору і сильно відрізнявся на смак від апельсинової «Фанти», яка зараз найпоширеніша (її можна купити в 160 країнах світу).
The Coca-Cola Company придбала права на торгову марку Fanta в 1960 році.

## Історія
Напій з'явився в 1940 році в Німеччині в роки Другої світової війни. Через накладений антигітлерівської коаліцією ембарго була припинена поставка в Німеччину сиропу, необхідного для виробництва Кока-Коли. Тоді Макс Кайт, який відповідав за роботу підрозділу Кока-Коли в Німеччині в роки Другої Світової війни, ухвалив рішення створити новий продукт на основі інгредієнтів, які були доступні в Німеччині в цей час. Основними компонентами нового напою стала яблучна макуха (відходи виробництва сидру) і молочна сироватка (побічний продукт сироварного виробництва). Напій був жовтого кольору і сильно відрізнявся на смак від апельсинової «Фанти», яка зараз найбільш поширена. Ім'я напою було результатом колективного обговорення, яке почалося з призову Кайта до учасників «використовувати свою уяву» (нім. — «Fantasie»), на що один із присутніх, Joe Knipp, негайно сказав — «Fanta!».
Головний підрозділ Coca-Cola Company придбав права на торговельну марку Fanta в 1960 році.
Сучасна апельсинова Fanta була вперше виготовлена в Неаполі, Італія у 1955 на місцевому розливному заводі з місцевих апельсинів.

## Різновиди

### В Україні
- Fanta Апельсин
- Fanta Мандарин
- Fanta Shokata
- Fanta Exotic zero sugar
- Fanta Смак манго zero sugar
- Fanta Shokata zero sugar
- Fanta Апельсин zero sugar
- Fanta Мандарин zero sugar
- Fanta Виноград zero sugar
- Fanta Exotic (імпортер)
- Fanta Лимон (імпортер)
- Fanta Виноград (імпортер)
- Fanta Полуниця-Ківі (імпортер)
- Fanta Полуниця (імпортер)
- Fanta Ананас (імпортер)
- Fanta Яблуко (припинено)
- Fanta Exotic Madness (припинено)